# المعدية (إدكو)
قرية المعدية هي إحدى القرى التابعة لمركز إدكو في محافظة البحيرة في جمهورية مصر العربية. حسب إحصاءات سنة 2006، بلغ إجمالي السكان في المعدية 23380 نسمة، منهم 12213 رجل و11167 امرأة.